# Rosalind Lee
Rosalind 'Candy' Lee is een Amerikaans biomedisch wetenschapster. Ze is vooral bekend om het doorbrekende artikel  over de ontdekking van microRNA dat in 1993 in Cell werd gepubliceerd. In 2024 werd Lee's artikel uit 1993 aangehaald als baanbrekende ontdekking waarvoor dat jaar de Nobelprijs voor Fysiologie of Geneeskunde werd toegekend aan medeauteur Victor Ambros.

## Carrière
Lee studeerde in 1979 af aan het Massachusetts Institute of Technology (MIT). Datzelfde jaar trouwde ze met Victor Ambros, die destijds promovendus was aan MIT. 
In 1987 begon Lee te werken als onderzoeksassistent in het lab van haar echtgenoot aan de Harvard-universiteit. In januari 1989 begon haar werk aan het klonen van lin-4 in rondwormen C. elegans en het najaar dat jaar werd ze bij het project vergezeld door Rhonda Feinbaum, een postdoc. Voor een jaar werkten Lee en Feinbaum aan een arbeidsintensieve zoektocht naar het gen achter een mutatie. Wat ze uiteindelijk ontdekten was microRNA, wat een nieuwe inzicht gaf aan genregulatie. 
In een artikel uit 2004 beschrijven Lee, Feinbaum en Ambros hoe ze het werk uiteindelijk in 1993 beschreven en indienden bij het tijdschrift Cell, gelijktijdig met een gerelateerd artikel van Gary Ruvkun. Het artikel uit 1993 werd al snel accepteerd voor publicatie en, in afwijking van het beleid van het tijdschrift, werd het artikel gepubliceerd een mededeling op de voorpagina dat het gezamenlijk als eerste was geschreven door Lee en Feinbaum, wat aangaf dat beiden in gelijke mate aan het onderzoek hadden bijgedragen.
Het artikel uit 1993 wordt algemeen beschouwd als de doorbrekende bijdrage aan de ontdekking van microRNA, waarvoor haar echtgenoot Victor samen met Ruvkun in 2024 beiden de Nobelprijs kregen. De aankondiging van de Nobelprijs gaf aanleiding tot discussie waarom Lee ook niet met deze prijs was erkend.